# Сапарбаєв Бердибек Машбекович
Бердибек Машбекович Сапарбаєв (каз. Сапарбаев Бердібек Машбекұлы; 9 лютого 1953, село Бесарик, Жанакорганський район, Кизилординська область — 10 червня 2023) — державний і політичний діяч Казахстану, науковець, аким Актюбінської області (з вересня 2015), доктор економічних наук.
Відомий, зокрема, тим, що поставив на місце жінку, яка заявила, що не розуміє казахської мови. На одній з робочих зустрічей політика його промову казахською мовою почали перекладати на російську. Однак він заявив, що цього робити не потрібно. «Ну і що, що ви казахської не знаєте? Державна мова яка? Казахська мова державна, російська мова — мова міжнаціонального спілкування. Тому треба намагатися, щоб державну мову знати», - сказав Сапарбаєв.